# Lil' Kleine
Jorik Scholten (Amsterdam, 15 oktober 1994), bekend onder zijn artiestennaam Lil' Kleine, is een Nederlands muzikant en acteur. Met Danny de Munk bereikte hij in 2012 de Top 100 met het nummer Zo verdomd alleen. Samen met Ronnie Flex kwam hij met het nummer Drank & Drugs in 2015 op nummer 1 in de Top 100 en verdiende hij een dubbelplatina plaat.

## Levensloop

### Beginjaren
Scholten werd geboren op de Nieuwmarkt in Amsterdam en bracht de eerste zeven jaar van zijn leven door op de Wallen. Als eenjarige werd hij geopereerd aan een vorm van leukemie in de rug. Tot hij vijf jaar oud was, droeg hij daarom dagelijks een korset. Na de scheiding van zijn ouders verhuisde hij, vanwege de minder goede relatie met zijn moeder, als zevenjarige jongen met zijn vader naar Amsterdam-Oost. Op zijn achtste begon hij met dansen en acteren. Hij deed mee aan het tv-programma Praatjesmakers, had rollen in de films Diep (2005) en De Boskampi's (2015),  en een gastrol in de politieserie Van Speijk (2007).

### Carrière
In 2012 bracht hij zijn ep Tuig van de richel uit. Ook deed hij mee aan het programma Ali B op volle toeren, waarin hij met Brownie Dutch en Ali B het nummer Zo verdomd alleen van Danny de Munk opvoerde. De studio-opname ervan, met De Munk, kwam in de Single Top 100. Datzelfde jaar had hij een gastrol in de televisieserie Van God Los. In 2013 bracht hij samen met Joelito Cortes zijn eerste single uit bij Top Notch, getiteld Verliefd op je moeder. Sinds 2014 presenteert hij het programma Hip Hop NL op Xite.
Samen met andere rappers van Top Notch produceerde hij in februari 2015 op Schiermonnikoog verschillende nummers. Hieruit volgde het album New wave, waarvan twee nummers, Zeg dat niet en Drank & Drugs, op single verschenen. Beide nummers kwamen in de Nederlandse hitlijsten. In juni van dat jaar verscheen de Nederlandse speelfilm Prins, waarin Scholten de rol van Franky speelde. Ook was hij in 2015 in twee afleveringen te zien van het programma De Zomer Voorbij.
Op 12 februari 2016 bracht hij het album WOP! uit, geproduceerd samen met Ronnie Flex, Eric Cheung en Jack $hirak. In ditzelfde jaar stond Lil' Kleine centraal in een aflevering van Linda's Mannen, voor deze aflevering volgde Linda Hakeboom hem een jaar lang. Kleine was ook kort te zien in de film Renesse waarin hij als zichzelf een optreden gaf.
Eind mei 2017 bracht Kleine zijn album Alleen uit. De titelsong kwam op nummer 1 in de Top 50 Nederland. Later kwam het lied Krantenwijk op nummer 1 in de Single Top 100. In juni bracht Kleine het tweede deel van het album uit. Het liedje Loterij samen met Ronnie Flex kwam ook op de eerste plaats in de Top 50. Het album stond 9 weken lang op nummer 1 van de Dutch Charts. In België scoorde Alleen ook goed. 
Ook in 2017 deed hij mee met het achttiende seizoen van het RTL 5-programma Expeditie Robinson. Hij viel als eerste af en eindigde op de 19e plaats. Ook was hij in 2017 te zien in Chantal blijft slapen. Van 2018 tot 2020 was hij coach bij The voice of Holland.
In oktober 2018 bereikte hij de eerste plaats van de Nederlandse Top 40 en de Single Top 100 met Verleden tijd (met rapper Frenna), een bewerking van Onderweg van Abel uit 2000.
Op 27 maart 2020 kwam zijn single Jongen van de straat uit. Niet veel later volgde zijn gelijknamige album. Met het album brak de rapper een record, nog nooit eerder werd een album in Nederland binnen 24 uur zo vaak gestreamd op Spotify.
In 2022 kwam zijn album Ibiza Stories uit, geïnspireerd op de vermeende mishandeling van zijn vriendin op Ibiza in mei 2021.
Op 19 januari 2024 kwam de documentaire Jorik beschikbaar op Amazon Prime, die de nasleep van het incident met Jaimie Vaes en de gevolgen van leven met alcohol en drugs behandelt.

#### Ondernemingen
In juli 2017 opende Scholten in het centrum van Amsterdam samen met zijn vriend Daniel Lam een frietzaak, De Belg. In september van hetzelfde jaar werd bekend dat Scholten, samen met telgen van de horecafamilie Poppes, feestcafé 't Lammetje aan de Amsterdamse Lange Leidsedwarsstraat zou openen. Hij is oprichter van zijn eigen kledingmerk ‘JORIK’.
In 2019 is hij een samenwerking aangegaan met Talpa baas John de Mol, met wie hij het online lifestyle platform New Wave ontwikkelt dat zich richt op jongeren tussen de 15-24 jaar oud.
In juli 2020 nam Scholten een belang in het drankmerk Fiorito. In de zomer van 2020 ging Scholten samenwerken met Street Academy om ondernemingscursussen aan te bieden.

### Privéleven
Scholten had vanaf mei 2017 een relatie met Jaimie Vaes. In augustus 2018 verloofde het koppel zich, en in 2019 kregen ze een zoon. In 2022 gingen de twee uit elkaar.

## Incidenten
Scholten kwam diverse malen in aanraking met de politie, onder meer door gewelddadige incidenten:
- In juni 2015 raakte Scholten betrokken bij een vechtpartij.[21][22]
- Medio augustus 2015 kwam hij wederom negatief in het nieuws, nadat hij tijdens een optreden in Losser tegen een van zijn toeschouwers de opmerking "je moeder is een hoer" uitte.[23]
- Eind augustus 2015 werd Scholten opgepakt door de politie in Hilversum voor belediging en opruiing nadat hij beledigende teksten richting de politie uitte en het publiek opriep die teksten te herhalen en hun middelvinger op te steken naar "politie, justitie, SBS6 en RTL Boulevard", wat daarna ook gebeurde.[24][25]
- In december 2019 werd Scholten beschuldigd van het mishandelen van een man in een Amsterdamse nachtclub.[26] Het openbaar ministerie besloot in augustus 2021 tot vervolging.[27] Op 11 februari 2022 werd Scholten veroordeeld tot een taakstraf van 120 uur.[28]
- Op 23 mei 2021 werd Scholten gearresteerd door de Guardia Civil op Ibiza voor verdenking van mishandeling van zijn verloofde.[29] Scholten verscheen voor het Hooggerechtshof van de Balearen wegens geweld tegen vrouwen, maar in afwezigheid van het vermeende slachtoffer werd de zaak geseponeerd; het parket stelde een onderzoek in.[30] Scholten kreeg een dag later voorwaardelijke invrijheidstelling.[31]
- Op 13 februari 2022 werd Scholten opgepakt door de Amsterdamse politie op verdenking van mishandeling van zijn verloofde eerder die dag.[32] In reactie op de arrestatie verwijderde Madame Tussauds Amsterdam het wassen beeld van Scholten van hun display,[33] Spotify verwijderde al zijn muziek van hun redactionele playlists, en NPO FunX, stopte met het afspelen van zijn muziek.[34] Hij werd op 16 februari 2022 vrijgelaten in afwachting van het onderzoek.[2] Op 20 februari 2022 stopte Sony Music per direct de samenwerking met Scholten.[35] Feestcafé 't Lammetje in Amsterdam schortte de samenwerking met hem voorlopig op.[36] Op 28 februari werd Scholten weer voor veertien dagen vastgezet, na een beslissing van de rechtbank.[37]

## Onderscheidingen
In oktober 2018 won Scholten de Buma NL Award voor het Meest Succesvolle Album – Urban voor zijn album Alleen.
In januari 2020 werd hij verkozen tot dom bontje van 2019 door de Nederlandse dierenbeschermingsorganisatie Bont voor Dieren. Deze prijs heeft Scholten volgens de stichting te danken aan het in het openbaar dragen van een jas met een kraag van coyotebont.

## Filmografie
| Film                      | Film                  | Film                                                                                                | Film                                                                                                |
| Jaar                      | Productie             | Rol                                                                                                 | Opmerkingen                                                                                         |
| ------------------------- | --------------------- | --------------------------------------------------------------------------------------------------- | --------------------------------------------------------------------------------------------------- |
| 2005                      | Diep                  | Emile                                                                                               | Bijrol                                                                                              |
| 2015                      | De Boskampi's         | Jongen op scooter                                                                                   | Bijrol                                                                                              |
| 2015                      | Prins                 | Franky                                                                                              | Bijrol                                                                                              |
| 2016                      | Renesse               | Zichzelf                                                                                            | Geeft een optreden in de film als zichzelf                                                          |
| 2024                      | Jorik                 | Zichzelf                                                                                            | Hoofdrol, documentaire in drie afleveringen van gemiddeld 37 minuten                                |
| Televisie als acteur      |                       | | |
| Jaar                      | Productie             | Rol                                                                                                 | Opmerkingen                                                                                         |
| 2007                      | Van Speijk            | Zichzelf                                                                                            | Gastrol                                                                                             |
| 2013                      | Van God Los           | Martijn                                                                                             | Bijrol                                                                                              |
| 2014                      | Brugklas              | Zichzelf                                                                                            | Gastrol                                                                                             |
| Televisie als presentator |                       | | |
| Jaar                      | Productie             | Opmerkingen                                                                                         | Opmerkingen                                                                                         |
| 2014 - heden              | Hip Hop NL            | Muziekprogramma op Xite                                                                             | Muziekprogramma op Xite                                                                             |
| Televisie als deelnemer   |                       | | |
| Jaar                      | Productie             | Opmerkingen                                                                                         | Opmerkingen                                                                                         |
| 2013                      | Ali B op Volle Toeren | Behaalde nr. 73-positie in de Single Top 100 met het lied Zo verdomd alleen samen met Danny de Munk | Behaalde nr. 73-positie in de Single Top 100 met het lied Zo verdomd alleen samen met Danny de Munk |
| 2015                      | De Zomer Voorbij      | 2 afleveringen                                                                                      | 2 afleveringen                                                                                      |
| 2016                      | Linda's Mannen        | Linda Hakeboom volgde Lil' Kleine 1 jaar lang                                                       | Linda Hakeboom volgde Lil' Kleine 1 jaar lang                                                       |
| 2017                      | Expeditie Robinson    | Op verzoek weggestemd in aflevering 2                                                               | Op verzoek weggestemd in aflevering 2                                                               |
| 2017                      | Chantal Blijft Slapen | Chantal Janzen krijgt een kijkje in zijn leven                                                      | Chantal Janzen krijgt een kijkje in zijn leven                                                      |
| 2018-2019                 | The voice of Holland  | In de show is hij als jurylid aanwezig                                                              | In de show is hij als jurylid aanwezig                                                              |
| 2020                      | Het Jachtseizoen      | Als eerste deelnemer gediskwalificeerd wegens het overtreden van de regels                          | Als eerste deelnemer gediskwalificeerd wegens het overtreden van de regels                          |

## Trivia
Cabaretier Peter Pannekoek poneerde in zijn oudejaarsconference van 2021 Pauperkabouter als nieuwe bijnaam voor Lil' Kleine. Deze bijnaam werd trending topic op Twitter.